# Vuelta a España 1947
La Vuelta a España 1947, settima edizione della corsa, si è svolta in ventiquattro tappe, la sedicesima suddivisa in due semitappe, dal 12 maggio al 5 giugno 1947, per un percorso totale di 3893 km. La vittoria fu appannaggio del belga Edward Van Dijck, che completò il percorso in 132h27'00", precedendo gli spagnoli Manuel Costa e Delio Rodríguez.

## Tappe
| Tappa  | Data      | Percorso                             | km   | Vincitore di tappa    | Leader cl. generale |
| ------ | --------- | ------------------------------------ | ---- | --------------------- | ------------------- |
| 1ª     | 12 maggio | Madrid > Albacete                    | 243  | Delio Rodríguez       | Delio Rodríguez     |
| 2ª     | 13 maggio | Albacete > Murcia                    | 146  | Emilio Rodríguez      | Delio Rodríguez     |
| 3ª     | 14 maggio | Murcia > Alcoy                       | 135  | Julián Berrendero     | Delio Rodríguez     |
| 4ª     | 15 maggio | Alcoy > Castellón de la Plana        | 175  | Adolphe Deledda       | Delio Rodríguez     |
| 5ª     | 16 maggio | Castellón de la Plana > Tarragona    | 222  | Delio Rodríguez       | Delio Rodríguez     |
|        | 17 maggio | giorno di riposo                     |      |                       |                     |
| 6ª     | 18 maggio | Tarragona > Barcellona               | 119  | Cipriano Aguirrezabal | Delio Rodríguez     |
| 7ª     | 19 maggio | Barcellona > Lleida                  | 162  | Cipriano Aguirrezabal | Delio Rodríguez     |
| 8ª     | 20 maggio | Lleida > Saragozza                   | 144  | Delio Rodríguez       | Delio Rodríguez     |
| 9ª     | 21 maggio | Saragozza > Pamplona                 | 176  | Félix Adriano         | Delio Rodríguez     |
| 10ª    | 22 maggio | Pamplona > San Sebastián             | 107  | Delio Rodríguez       | Delio Rodríguez     |
| 11ª    | 23 maggio | San Sebastián > Bilbao               | 229  | Félix Adriano         | Delio Rodríguez     |
| 12ª    | 24 maggio | Bilbao > Santander                   | 212  | Félix Adriano         | Manuel Costa        |
| 13ª    | 25 maggio | Santander > Reinosa                  | 201  | Joaquín Jiménez Mata  | Manuel Costa        |
| 14ª    | 26 maggio | Reinosa > Gijón                      | 204  | Delio Rodríguez       | Manuel Costa        |
| 15ª    | 27 maggio | Gijón > Oviedo                       | 105  | Delio Rodríguez       | Manuel Costa        |
| 16ª-1ª | 28 maggio | Oviedo > Luarca                      | 101  | Bruno Bertolucci      | Manuel Costa        |
| 16ª-2ª | 28 maggio | Luarca > Ribadeo (cron. individuale) | 70   | Edward Van Dijck      | Manuel Costa        |
| 17ª    | 29 maggio | Ribadeo > Ferrol                     | 159  | Senén Mesa            | Manuel Costa        |
| 18ª    | 30 maggio | Ferrol > La Coruña                   | 70   | Delio Rodríguez       | Manuel Costa        |
| 19ª    | 31 maggio | La Coruña > Vigo                     | 180  | Alejandro Fombellida  | Manuel Costa        |
| 20ª    | 1º giugno | Vigo > Ourense                       | 105  | Félix Adriano         | Manuel Costa        |
| 21ª    | 2 giugno  | Ourense > Astorga                    | 228  | Alejandro Fombellida  | Manuel Costa        |
| 22ª    | 3 giugno  | Astorga > León (cron. individuale)   | 47   | Edward Van Dijck      | Edward Van Dijck    |
| 23ª    | 4 giugno  | León > Valladolid                    | 133  | Delio Rodríguez       | Edward Van Dijck    |
| 24ª    | 5 giugno  | Valladolid > Madrid                  | 220  | Joaquín Olmos         | Edward Van Dijck    |
| Totale | Totale    | Totale                               | 3893 |                       |                     |

## Classifiche finali

### Classifica generale
| Pos. | Corridore         | Tempo      |
| ---- | ----------------- | ---------- |
| 1    | Edward Van Dijck  | 132h27'00" |
| 2    | Manuel Costa      | a 2'14"    |
| 3    | Delio Rodríguez   | a 11'04"   |
| 4    | Emilio Rodríguez  | a 25'55"   |
| 5    | Joaquín Olmos     | a 39'55"   |
| 6    | Julián Berrendero | a 40'30"   |
| 7    | Domenico Pedrali  | a 52'58"   |
| 8    | Félix Adriano     | a 1h00'09" |
| 9    | Rik Renders       | a 1h04'30" |
| 10   | José Pérez Llacer | a 1h18'55" |

### Classifica scalatori
| Pos. | Corridore         | Punti |
| ---- | ----------------- | ----- |
| 1    | Emilio Rodríguez  | 28    |
| 2    | Martín Mancisidor | 26    |
| 3    | Manuel Costa      | 24    |